# Axel Ljungman
Axel Vilhelm Ljungman (født 1. september 1841 i Ljungs socken, Bohuslän, død 27. oktober 1901 i Göteborg) var en svensk zoolog og riksdagsmedlem.

## Biografi
Han blev student i Uppsala 1859 og udnævntes till fil.dr. i 1872 ved Uppsala universitet og var 1871-84 docent i zoologi der, men var næsten vedvarende tjenesteledig for at løse opgaver til fremme af det bohuslänska sildefiskeri. For at sikre dettes rationelle udøvelse og for at belyse sildens levevis og -betingelser samt sildefiskeriet skrev han blandt andet en række skrifter (hvoraf flere oversatte i "Report of United state commission of fish and fisheries") og artikler i det af ham selv redigerede "Bohuslänsk fiskeritidskrift" 1884-1895 samt i "Nordisk tidskrift för fiskeri" (ved hvis årgange 5-7, 1879-1782, han virkede som medredaktør) med flere, desuden i "Öfversigt af Vetenskapsakademiens förhandlingar" (årgangene 21, 23, 27, 28), hvor han leverede bidrag til kundskab om ophiuriderne.

### Tillidsposter
Årene 1880-82 og 1885-96 tilhørte han Göteborgs og Bohus läns landsting. 1881-99 var han medlem af 2 kammer for Orust och Tjörn, skrev flere forslag og sad i udvalgene tillfälligt utskott 1883-84, konstitutionsutskottet 1885-87 og 1891-98 (1887, 1891-98 som viceformand) og bankoutskottet 1888-90. I riksdagen virkede han foruden i fiskerispørgsmål i øvrigt for kommunikationsvæsenet og især for telefonnettets udvidelse i Bohuslän. I politisk henseende var han moderat konservativ. Han var medlem af komitéen angående havsfiskeriets ordning i Göteborgs og Bohus län i 1892-1894 og stillede forslag til lov om ret til fiskeri i 1894 samt angående kommunalbeskatningen i 1897. I 1900 udnævntes han til karantänsmästare på Känsö.
Han udgav blandt andet Några ord om den unionella frågans lösning i 1895 vedrørende den svensk-norske union.

## Forfatterskab
- Angående behöfligt sammanförande och öfverseende af lagstiftningen om rätt till fiskes utöfning. Göteborg. 1894.
- Anteckningar rörande sillsaltning, sillvrakning och sillhandel. Uddevalla. 1882.
- Berättelse öfver en med kanonångbåten Gunhild under sommaren 1871 företagen expedition för anställande af åtskilliga undersökningar till hafsfiskets befrämjande uti Skagerrack och Kattegat. Med bifogade anm. och tillägg tryckt såsom handskrift. Upsala. 1873.
- Berättelsen öfver Göteborgs och Bohus läns hafsfisken under 1886-1887. [Undert.: A.V.L.] Göteborg. 1888.
- Bidrag till kännedom om sillens lefnadsförhållanden. Tjörn: Förf. 1880.
- Bidrag till lösningen af frågan om de stora sillfiskenas sekulära periodicitet. Tjörn: Förf. 1880.
- Bohus läns hafsfiske och dess framtid. Göteborg. 1882.
- Bohus läns hafsfisken och de vetenskapl. hafsfiskeundersökningarne. Tjörn: Förf. 1878.
- Bohusläns hafsfiske och dess främjande.: en kortfattad öfversikt. Göteborg. 1896.
- Bohuslänska längdbanans riktning. Göteborg. 1897.
- De föreslagna telefonledningarna i bohuslänska skärgården. Stockholm. 1887.
- "Fiskerinäringens understöd." Af A.L.V. Göteborg. 1890.
- Förslag till förtydligande af grundlagsbestämmelserna rör. gemensam omröstning.: (Efter motionen i 2a Kammaren 1899, n:o 244.). Stockholm. 1900.
- Die Härings-Fischerei.: Die Abhängigkeit des Härings von äusseren physikalischen und biologischen Verhältnissen...aus dem Schwedischen übersetzt von W. Finn. Stettin. 1880.
- En kort pro-memoria öfver Bohuslänska jernvägsfrågan afg. till Göteborgs och Bohus läns landstings jernvägs kommité. Uddevalla. 1885.
- Kortfattad berättelse öfver de under årtiondet 1873-1883 utförda vetenskapliga undersökningarna, rörande sillen och sillfisket vid Sveriges vestkust. Göteborg. 1883.
- Lagstiftningen för hummerfisket.: Af A.V.L. Göteborg. 1892.
- Några anteckningar rörande bohuslänska längdbanans riktning. Stockholm. 1898.
- Några anteckningar rörande föreslagen förhöjning af "fonden för fiskerinäringens befrämjande". Stockholm. 1899.
- Några geologiska iakttagelser gjorda under en resa i mellersta Bohus-län sommaren 1870. Uppsala. 1870.
- Några ord i universitetsfrågan. Göteborg. 1880.
- Några ord om de stora bohus-länska sillfiskena: ett föredrag. Tjörn: Förf. 1877.
- Några ord om den unionella frågans lösning jämte utkast till tvänne författningsförslag. Göteborg. 1895.
- Några ord om det tillämnade universitetet i Göteborg: tvänne smärre uppsatser. Göteborg. 1880.
- Några ord om landthushållningens höjande inom landet genom förbättrad undervisning. Göteborg. 1880.
- Om anordnandet af offentliga rapporter under bohuslänska sillfisket.: Af A.V L. Göteborg. 1892.
- Ljungman, Axel Vilh. (1890). Om de stora hafsfiskena, betraktade från nationalekonomisk synpunkt. Varekil: Förf:n.
- Om offentliga åtgärder med hänsyn till det rika bohuslänska sillfisket. Tjörn: Förf. 1882.
- Om ordnandet af förhållandena å de bohuslänska fiskelägena.: Af A.V.L. [Undert. Ljungman.] Göteborg. 1896.
- Ljungman, Axel Vilh. (1879). Om sillens och skarpsillens fortplantning och tillväxt. Tjörn: Förf.
- Om sillens och skarpsillens racer med serskild hänsyn till Sveriges vestkust. Kjöbenhavn. 1881-18[1. {{cite book}}: Tjek datoværdier i: |year= (hjælp)
- Preliminär berättelse för 1873-1874 öfver de beträffande sillen och sillfisket vid Sveriges vestkust anställda undersökningarna. Upsala: Berling. 1874.
- Preliminär berättelse för 1874-1875 öfver de beträffande sillen och sillfisket vid Sveriges vestra och södra kuster anstälda undersökningarna.: (Tryckt såsom handskrift.). Upsala. 1875.
- Schematisk öfversigt öfver fiskeripolitikens hufvudsakligaste innehåll.: Ett utkast. Göteborg. 1896.
- Smärre uppsatser rörande sillen och sillfisket m.m. Å nytt utgifne. Göteborg. 1891.
- Sveriges deltagande i internationela fiskeriutställningen i London 1883: genmäle. Stockholm. 1883.
- Särskild lagstiftning för hafsfisket vid rikets vestkust.: Af A.V.L. Göteborg. 1892-1894.
- Upplysningar och handlingar rörande svenska fiskerinäringens och särskildt bohusländska hafsfiskets understöd och administration. Göteborg. 1891-1892.
- Utkast till förslag till föreningsgrundlag för konungarikena Sverige-Norge: med användning af det i gällande grundlagar och unionskommitéernes förslag befintliga materialet. Göteborg. 1895.

### Redaktørvirke
- Bohuslänsk fiskeritidskrift (svensk). Göteborg. 1884-1893.
- Handlingar, rörande åtgärder till samfärdselns förbättrande inom bohuslänska skärgården. Utgifna af Axel Vilh. Ljungman. Göteborg. 1887.